# 秋田県警察
秋田県警察（あきたけんけいさつ）は、秋田県が設置した警察組織であり、秋田県内を管轄区域とし、秋田県警と略称する。警察庁東北管区警察局の監督を受け、秋田県公安委員会の管理を受け、給与支払者は秋田県知事。14の警察署と、およそ2,000人の警察官からなる。

## 沿革
- 1948年（昭和23年）3月7日 - 旧警察法施行に伴い、秋田県警察部が廃止され、国家地方警察秋田県本部と、秋田市警察などの自治体警察に分割される。
- 1954年（昭和29年）7月1日 - 新警察法施行に伴い、秋田県警察に再編成される。

## 組織
- 警務部
  - 総務課
    - 企画係
    - 秘書係
    - 公安委員会補佐室
      - 公安委員会補佐係

  - 広報広聴課
    - 企画係
    - 広報係
    - 機関誌編集係
    - 音楽隊
    - 県民安全相談センター
      - 相談係
      - 広聴係

    - 情報公開センター
      - 情報企画係

  - 警務課
    - 庶務係
    - 通信係
    - 交換係
    - 給与係
    - 装備・車両係
    - 犯罪被害者支援室
      - 被害者支援係

    - 警察運営企画室
      - 企画第一係
      - 企画第二係

    - 採用センター
      - 人事・採用係

  - 留置管理課
    - 企画係
    - 管理係
    - 支援係

  - 監察課
    - 企画係
    - 監察係
    - 訟務係
    - 表彰係

  - 教養課
    - 企画係
    - 職場・学校教養係
    - 術科教養係
    - 取調べ監督室
      - 取調べ監督係

    - 捜査実践教養室
      - 捜査実践教養係

  - 会計課
    - 企画係
    - 予算係
    - 出納係
    - 調度係
    - 施設管理室
      - 管財係
      - 営繕係

    - 監査室
      - 監査係

  - 厚生課
    - 企画係
    - 厚生係
    - 福利係
    - 共済係
    - 健康管理室
      - 健康管理係

  - デジタル推進課
    - 企画係
    - 文書係
    - 指導係
    - システム開発係
    - システム運用係
    - 照会センター
      - 照会係

- 生活安全部
  - 生活安全企画課
    - 庶務係
    - 企画係
    - 生活安全係
    - 犯罪抑止対策係
    - 許可等事務担当室
      - 営業支援指導係

  - 地域課
    - 企画係
    - 指導係
    - 職務質問技能指導班
    - 安全対策係
    - 機動警察隊
      - 機動警ら係

    - 鉄道警察隊
      - 鉄道警察係

  - 通信指令課
    - 企画係
    - 通信指令第一係
    - 通信指令第二係
    - 通信指令第三係

  - 人身安全対策課
    - 企画係
    - 事案対処係
    - ストーカー・配偶者暴力対策係
    - 行方不明・保護・高齢者対策係
    - 子供・女性安全対策係
    - 少年サポートセンター
      - 少年サポート係

    - 少年保護対策室
      - 事件指導係
      - 児童虐待対策係

  - 生活環境課
    - 企画係
    - 生活環境特捜班

  - サイバー犯罪対策課
    - 企画係
    - サイバーセキュリティ戦略係
    - サイバー犯罪対策係
    - サイバー犯罪捜査係

- 刑事部
  - 刑事企画課
    - 庶務係
    - 企画係
    - 指導係

  - 捜査支援分析課
    - 情報分析係
    - 手配共助係
    - 犯罪統計係
    - 機動捜査隊
      - 庶務係
      - 企画係
      - 機動捜査係
      - 広域機動捜査班

  - 捜査第一課
    - 企画係
    - 性犯罪捜査指導係
    - 人身安全関連事案対策係
    - 強行犯係
    - 組織窃盗捜査班
    - 火災犯係
    - 検視係
    - 広域捜査係
    - 特殊事件係
    - 科学捜査係
    - 窃盗犯係
    - 強行特捜班
    - 盗犯特捜班

  - 捜査第二課
    - 企画係
    - 知能犯第一係
    - 知能犯第二係
    - 知能犯第三係
    - 知能特捜班
    - 財務捜査室
      - 財務捜査係

  - 組織犯罪対策課
    - 企画係
    - 暴力団対策係
    - 組織犯罪対策係
    - 国際捜査係
    - 犯罪収益解明班
    - 組織犯罪捜査室
      - 組織犯罪捜査係
      - 特殊詐欺連合捜査班

  - 鑑識課
    - 企画係
    - 機動鑑識班
    - 警察犬係
    - 指紋係
    - 写真係
    - 足痕跡係

  - 科学捜査研究所
    - 企画係
    - 法医係
    - 化学係
    - 物理係
    - 文書係
    - 心理係
    - 現場科学検査班

- 交通部
  - 交通企画課
    - 庶務係
    - 企画係
    - 安全教育係
    - 事故分析・高齢者対策係

  - 交通規制課
    - 企画係
    - 規制第一係
    - 規制第二係
    - 交通管制センター
      - 安全施設係
      - 交通管制係

  - 交通指導課
    - 企画係
    - 指導取締第一係
    - 指導取締第二係
    - 交通捜査係
    - 交通鑑識係
    - 交通反則通告センター
      - 反則通告係

    - 交通機動隊
      - 庶務係
      - 企画係
      - 指導係
      - 被害者支援係
      - 機動取締係

  - 運転免許センター（運転免許試験場）
    - 庶務係
    - 企画係
    - 管理第一係
    - 管理第二係
    - 行政処分係
    - 講習係
    - 試験係
    - 教習所係

  - 高速道路交通警察隊
    - 庶務係
    - 企画係
    - 管理係
    - 被害者支援係
    - 高速係
    - 十和田分駐隊
    - 二ツ井分駐隊
    - 横手分駐隊

- 警備部
  - 警備第一課
    - 庶務係
    - 企画係
    - 資料係
    - 情報第一係
    - 情報第二係
    - 情報第四係
    - 情報第五係
    - 情報第六係
    - 事件係

  - 警備第二課
    - 企画係
    - 災害対策係
    - 警備実施係
    - 警備事件係
    - 警衛・警護係
    - 航空隊
      - 飛行係
      - 整備係
      - 特務係

  - 外事課
    - 対策第一係
    - 対策第二係
    - 特捜係

  - 機動隊
    - 庶務係
    - 企画係
    - 教養・訓練係
    - 装備・車両係

### 秋田県警察学校

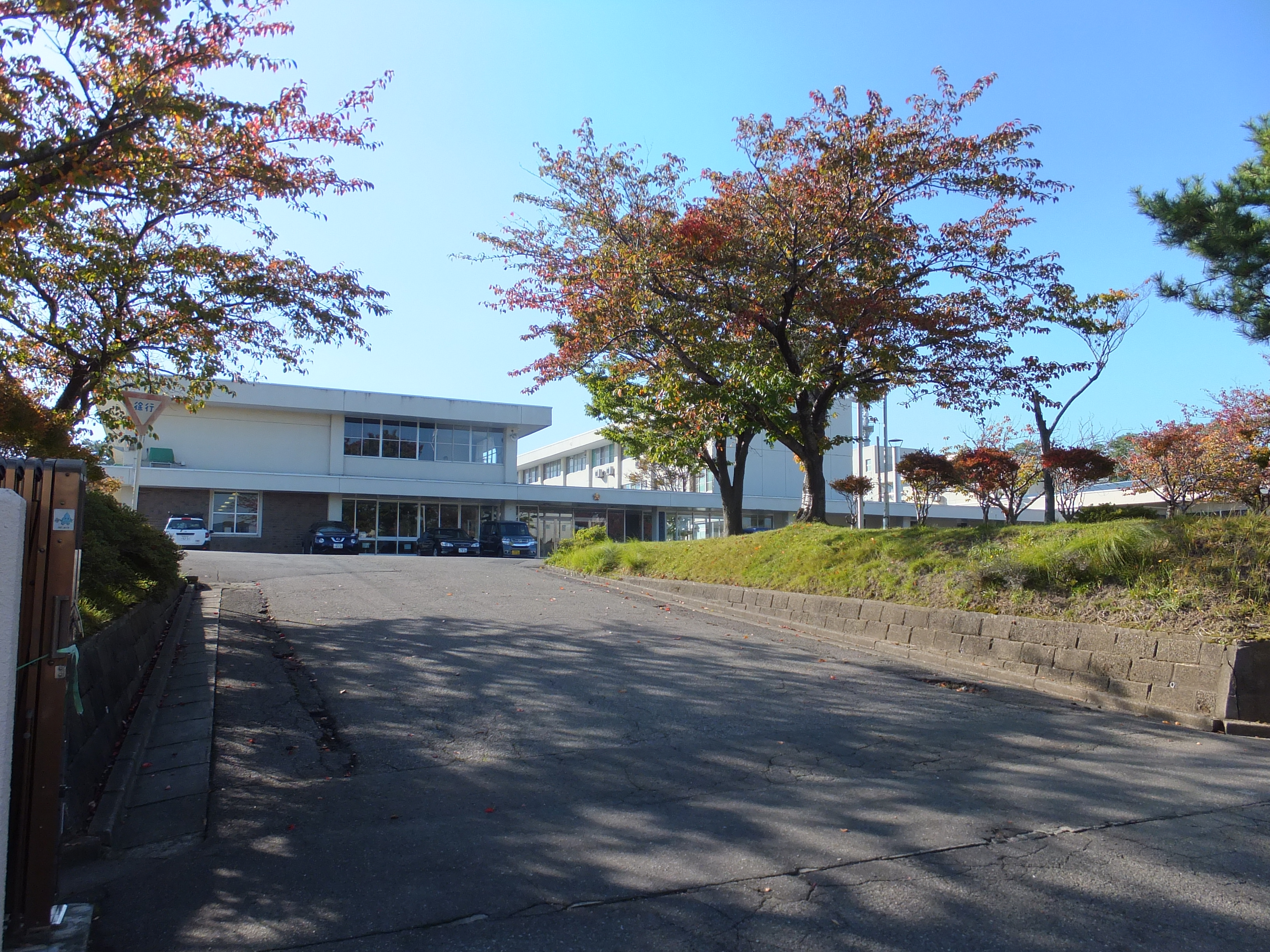
秋田県警察学校

- 庶務科
  - 庶務係
  - 寮務係
- 教務科
  - 企画係
  - 教務第一係
  - 教務第二係
  - 一般教養係
- 学生科
  - 指導第一係
  - 指導第二係
- 術科教養科
  - 術科教養係

## データ
- 警察署数 - 14
- 交番数 - 47
- 駐在所数 - 100
- パトカー - 846台(白バイも含む）
- 警備艇 - 1隻
  - 秋1 あおさぎ 秋田臨港 12m型
- ヘリコプター - 1機（BK117 (航空機)）

## 警察署
警察署数は14。警察車両のナンバー地名表記は全て「秋田」となる。
| 地域 | 地域   | 署名            | 所在地                              | 管轄区域                                               | 前身         |
| ---- | ------ | --------------- | ----------------------------------- | ------------------------------------------------------ | ------------ |
| 県北 | 鹿角   | 鹿角警察署      | 鹿角市花輪字向畑100                 | 鹿角市、鹿角郡小坂町                                   |              |
| 県北 | 北秋田 | 大館警察署      | 大館市根下戸新町1-70                | 大館市                                                 |              |
| 県北 | 北秋田 | 北秋田警察署    | 北秋田市鷹巣字下家下1               | 北秋田市、北秋田郡上小阿仁村                           | 鷹巣警察署   |
| 県北 | 北秋田 | └森吉幹部交番   | 北秋田市米内沢字出向中島38-2        | 北秋田市の一部（浦田、本城、米内沢）                   | 森吉警察署   |
| 県北 | 山本   | 能代警察署      | 能代市日吉町1-23                    | 能代市、山本郡三種町・八峰町・藤里町                   |              |
| 中央 | 秋田   | 五城目警察署    | 南秋田郡五城目町字七倉178-4         | 潟上市、南秋田郡五城目町・八郎潟町・井川町・大潟村     |              |
| 中央 | 秋田   | └天王幹部交番   | 潟上市天王字蒲沼137-77              | 潟上市の一部（天王の一部）                             |              |
| 中央 | 秋田   | 男鹿警察署      | 男鹿市船川港船川字新浜町1-4         | 男鹿市                                                 |              |
| 中央 | 秋田   | 秋田臨港警察署  | 秋田市土崎港西3丁目1-8              | 秋田市（北部地域）                                     | 土崎警察署   |
| 中央 | 秋田   | 秋田中央警察署  | 秋田市千秋明徳町1番9号              | 秋田市（中央・西部の各地域、南部・東部の各地域の一部） | 秋田警察署   |
| 中央 | 秋田   | 秋田東警察署    | 秋田市上北手百崎字内山60番地2       | 秋田市（東部・南部の各地域の一部、河辺・雄和の各地域） |              |
| 中央 | 由利   | 由利本荘警察署  | 由利本荘市中町27                    | 由利本荘市、にかほ市                                   | 本荘警察署   |
| 中央 | 由利   | └矢島幹部交番   | 由利本荘市矢島町七日町字熊之堂114-3 | 由利本荘市の一部（矢島町）                             | 矢島警察署   |
| 中央 | 由利   | └にかほ幹部交番 | にかほ市象潟町字入道島15-8          | にかほ市の一部（象潟町の一部）                         | にかほ警察署 |
| 県南 | 仙北   | 大仙警察署      | 大仙市日の出町1-1-30                | 大仙市、仙北郡美郷町                                   | 大曲警察署   |
| 県南 | 仙北   | 仙北警察署      | 仙北市角館町西野川原34-6            | 仙北市                                                 | 角館警察署   |
| 県南 | 平鹿   | 横手警察署      | 横手市安田字越廻71                  | 横手市、雄勝郡東成瀬村                                 |              |
| 県南 | 平鹿   | └増田幹部交番   | 横手市増田町増田字石神71-1          | 横手市の一部（増田町）                                 | 増田警察署   |
| 県南 | 雄勝   | 湯沢警察署      | 湯沢市千石町1丁目3-5                | 湯沢市、雄勝郡羽後町                                   |              |

### 警察署の再編
- 2005年（平成17年）
  - 2月1日
    - 秋田警察署管内の秋田市東部と旧河辺町・旧雄和町の管轄を分割して、「秋田東警察署」を設置。
    - 秋田警察署が「秋田中央警察署」に改称。

  - 4月1日
    - 森吉警察署が鷹巣警察署に統合され、鷹巣警察署が「北秋田警察署」に改称。
    - 潟上市旧天王町の管轄が男鹿警察署から五城目警察署に変更。
    - 矢島警察署が本荘警察署に統合され、本荘警察署が「由利本荘警察署」に改称。
    - 大曲警察署が「大仙警察署」に改称。
      - 旧中仙町の管轄が角館警察署から大仙警察署に変更。

    - 増田警察署が横手警察署に統合。
      - 東成瀬村・旧十文字町・旧増田町の管轄が増田警察署から横手警察署に変更。
      - 旧稲川町・旧皆瀬村の管轄が増田警察署から湯沢警察署に変更。

  - 9月20日：角館警察署が「仙北警察署」に改称。
  - 10月1日：象潟警察署が「にかほ警察署」に改称。
- 2019年
  - 4月1日：にかほ警察署が由利本荘警察署に統合され、にかほ幹部交番に改組。

## 警察歌
- 秋田県警察歌（新）[1]
  - 作詞：秋田県警察歌制定委員会
  - 作曲：小野崎孝輔

1979年（昭和54年）制定。2代目の警察歌である。日本コロムビアが三鷹淳の歌唱によりシングル盤（PES-7909-CP）を製造した。

### 過去の警察歌
- 秋田県警察歌「奥羽の山河」[3]
  - 作詞：池田長吉
  - 作曲：小野崎晋三
- 秋田県警察歌「見よ晴朗の」[3]
  - 作詞：佐藤隆夫
  - 作曲：堀川俊助

国警秋田県本部時代の1949年（昭和24年）1月に2曲合わせて制定。初代の警察歌である。

## 過去の主な不祥事

### 1990年代以前
- 1984年 - 秋田県警察運転免許センター職員と警務部の警察官が、偽造免許証を作成し、1枚30万-50万円で42枚を密売。関係者24人が道路交通法違反で逮捕される。後に警察本部長、東北管区警察局保安部長などが減給処分[4]。
- 1993年 - 秋田臨港警察署の巡査が、スピード違反のもみ消しを口実に、女性にわいせつ行為を働く。別の女性からは同じ手口で現金を恐喝していた[4]。

### 2000年代
- 2001年 - 角館警察署の署長ら20人が勤務中に署内でマージャン大会。上位入賞者にはビール券が配られた。県警本部は企画を発案した署長及び次長を更迭[5]。
- 2008年 - 秋田東警察署の警察官3人が、パチンコ店の景品交換所で偽造景品を使って換金していたと見られる男に任意同行を求めるも、移送中に捜査車両から逃げられる。警察官はドアをロックしていなかった[6]。
- 2009年2月 - 秋田中央警察署山王交番で交通事故の通報を受けて出動しようとしていたパトカーが暴走。交番正面の6車線を低速で横断し道路を挟んで反対側にある民家の玄関付近に突っ込んだ。この事故で民家はガラスが割れるなど被害を出した。原因は20歳の女性警官がクルマに乗りこまないまま車外からエンジンを掛けたところそのまま暴走したというもの。この女性警官から道路交通法違反（安全運転義務違反）容疑で事情を聞いているとの発表があった[要出典]。

### 2010年代
- 2010年11月7日 - 通報で現場に駆け付けた警察官が自宅に押し入った犯人と住人を誤認、取り押さえられた住人の男性が犯人に刺殺された[7]。
- 2012年9月21日 - 刑事部捜査第一課の男性警部補が、この日開かれた同僚の送別会で飲酒した後、秋田市内でそのまま飲酒運転し、電柱に衝突する事故を起こし、県警はこの警部補を道路交通法違反で捜査対象とした[8]。
- 2012年10月 - にかほ警察署次長の警部が女性署員にセクハラを行った疑いで、警務部付に更迭した[9]。12月にこの警部を停職1ヶ月の処分を行い合わせて警部補に降格とした[10]。
- 2014年2月 - 警察本部の巡査長(26)が秋田市内の警察署に勤務していた際、交通違反をしていない人に対する点数切符を作成したなどとして、この巡査長を減給10分の1、3カ月の懲戒処分にし、虚偽有印公文書作成・同行使などの疑いで書類送検した。巡査長は同日付で退職した[11]。
- 2014年2月 - 部下10人にパワーハラスメントを繰り返したとして交通部長の警視正(59)を本部長訓戒の懲戒処分とした。交通部長は同日付で依願退職した[12]。日常的に部下に対し、大声で長時間叱ったり本来の業務以外の仕事をさせたりするなどのパワーハラスメントを繰り返していた。秋田東警察署長時代の2010年4月から6月にかけて部下を決裁のラインから外すなど不適切な行為をしていた。また、本荘警察署（現由利本荘警察署）の副署長だった2004年9月から2005年1月ごろにも部下の地域課の男性警部（48歳）を繰り返し大声で叱責する、約1時間立たされて叱責する、男性警部の部下の休暇願を認めないなどのパワハラ行為を日常的に繰り返していた。2005年2月24日、男性警部が官舎で自殺しているのが見つかった。県警は2月7日に交通部長の処分を発表した際、男性警部自殺の事実を公表していなかった。2月20日、警務部長が男性警部の遺族を訪れ、「長い間つらい思いをお掛けしました」と話したが、パワハラと自殺の因果関係は認めず、謝罪はしなかった[13][14][15]。
- 2015年2月 - パワーハラスメントを繰り返し本部長訓戒処分を受けて退職した元交通部長(60)を県警所管の第三セクター、暴力団壊滅県民会議の専務理事に天下りする計画が判明。元交通部長は2013年11月に行われた県警の2度目の聴取翌日から体調不良を理由に休み、十分な調査ができないまま処分が決まっていた。警察本部長や警務部長は報道陣や県議会に対して「体調が回復すれば、改めて話を聞きたい」と、再聴取の意向を示していたが、再就職できるほど体調が回復したことについて、警務部長は「県警はこの1年間、再発防止に取り組んでおり、今になって元交通部長から改めて話を聞く必要性は感じない」と、再聴取を否定した[16]。しかし、報道や秋田県議会の追及により天下りは白紙になり、その後の報道で秋田県警察官友の会の幹事長に就任したことが判明した[17]。
- 2015年6月 - 同僚と飲酒直後に酒気帯び運転をしたとして、警察本部に勤務する一般職員男性係長を停職6カ月の懲戒処分にした。12日に道交法違反容疑で書類送検しており、係長は19日付で依願退職した。酒気帯び運転を認めているという[18]。
- 2015年7月 - 9日、横手警察署長の警視を10日付で警務部付とする更迭人事を発表した。警務部は「プライベートで不適切な行為をした疑いがあり公序良俗に反する」としたもの、具体的な内容については公表せず[19]。
- 2018年2月23日 - 秋田臨港警察署交通課の男性巡査部長（30歳）が秋田市大町で、女性（50代）から、財布などが入ったトートバッグ（計7万円相当）をひったくった。3月1日、県警は男性巡査部長を窃盗容疑で逮捕。県警は防犯カメラの映像などから被疑者を特定した[20]。
- 2018年11月-下旬、五城目警察署の交番に勤務する署員数人が秋田市の飲食店で酒に酔った勢いで署員同士の口論からつかみ合いになり、警察官1名が肋骨を損傷したほか、店内の備品も壊した。店員からの通報を受けた秋田中央警察署の捜査で発覚。警務部監察課が傷害及び器物損壊容疑の疑いもあるとして事実関係の確認を進めていて、全署員の処分を検討している。[21]

### 2020年代
- 2020年3月 - 県央部の警察署の男性巡査（20代）が2月18日に実施された警察学校の卒業考査でカンニングをしたとして、県警は男性巡査を3月2日付で本部長訓戒の懲戒処分とした。男性巡査がメモを手に隠し持ち不正行為をしていたのを考査に立ち会っていた担当官が発見した[22]。
- 2020年2月 - 4月 - 巡査部長（30代）と、巡査（20代）の2人が、巡査部長は勤務先の警察署で、同僚の財布から現金あわせて1万1000円を盗んだとして、4月、窃盗の疑いで書類送検された。一方、巡査は、2月上旬から3月上旬にかけて、勤務先の交番で同僚らの私的な積立金から現金あわせて5万1000円を盗んだとして、4月、窃盗の疑いで書類送検された。2人は4月24日付けで減給の懲戒処分を受け、いずれも依願退職。秋田地方検察庁は、「2人は懲戒処分を受けた上で辞職していて、社会的制裁を受け弁償もしている」などとして、5月26日付けで、いずれも起訴猶予処分とした[23]。
- 2020年3月 - 16日、警察本部の50歳代の男性警部、60歳代の男性警視、県央部の警察署の30代の男性巡査部長らが、同僚の車検切れの自動車の運転を見逃していたとして、県警は警部を停職3ヵ月、他の3人を本部長や所属長訓戒の懲戒処分とした。また、車検切れ運転をした県警の40代の男性行政職員が道路運送車両法違反容疑で書類送検された[24]。
- 2020年7月 - 県央部の交番に勤務の男性巡査（20代）が、物損交通事故の情報を記したメモ用紙を提出せずに破棄した。7月29日、県警は男性巡査を本部長注意の処分とした[25]。
- 2021年2月 - 北秋田警察署長だった男性警視が、勤務中に公用車を用いてスノーボードに出掛けたり、勤務中に部下を引き連れて温泉に行くなどしていたことが明らかとなり、県警は4月9日付でこの警視を停職3ヵ月の処分とした[26]。
- 2023年2月28日 - 県警本部に勤務する男性警視（50）が、男鹿警察署副署長を務めてた昨年7月20日夜、男鹿市のパチンコ店で他人のICカードを拾って現金9千円を換金したとして、遺失物横領と窃盗の疑いで書類送検し、停職1ヵ月の懲戒処分とした。前副署長は同日付で依願退職[27]。
- 2023年5月29日 - 県警組織犯罪対策課と監察課は、県警警備一課に勤める巡査長（32）が、他人に譲渡する目的で銀行口座を開設し、キャッシュカード1枚をだまし取ったとして、詐欺の疑いで逮捕した[28]。7月21日、県警は巡査長を懲戒免職処分とした[29]。
- 2025年1月24日 - 消防への虚偽通報や女性警察官への付きまといを行ったとして、50歳代の男性警視（犯行時、県警本部教養課長）を偽計業務妨害とストーカー規制法違反の容疑で書類送検し、停職３か月の懲戒処分とした。警視は同日付で依願退職した[30]。7月9日、秋田地検は元警視を同罪で在宅起訴した[31]。